# Ergersheim (Bas-Rhin)
Ergersheim je francouzská obec v departementu Bas-Rhin v regionu Grand Est. V roce 2014 zde žilo 1 260 obyvatel.

## Poloha obce
Sousední obce jsou: Dahlenheim, Dachstein, Ernolsheim-Bruche, Osthoffen a Wolxheim

## Vývoj počtu obyvatel
Počet obyvatel